# Парламент Камбоджі
Парламент Камбоджі — двопалатний законодавчий орган.

## Склад
- Національна асамблея (Radhsphea ney Preah Recheanachakr Kampuchea) складається зі 123 депутатів, що обираються на п'ятирічний термін за пропорційною системою.
- Сенат (Sénat) складається з 61 сенатора, що призначаються королем за рекомендацією політичних партій, представлених у Національній асамблеї.

## Останні вибори
27/08/2013 Вибори у Національну асамблею
| Партії                                  | # місця | # голоси |
| --------------------------------------- | ------- | -------- |
| Народна партія Камбоджі                 | 67      | 2555030  |
| Партія національного порятунку Камбоджі | 56      | 2295022  |

29/01/2012 Вибори до Сенату
| Партії                  | # місця | # голоси |
| ----------------------- | ------- | -------- |
| Народна партія Камбоджі | 46      | 8880     |
| Партія Сама Рейнгсі     | 11      | 2503     |
| Безпартійні             | 4       | 1165     |